# Bryan Caplan

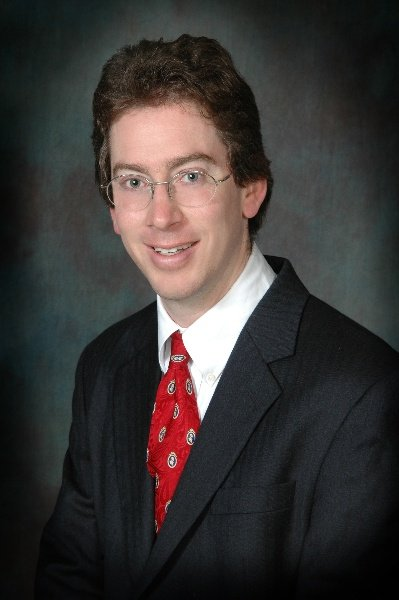
Bryan Caplan (2007)

Bryan Douglas Caplan (* 8. April 1971 in Northridge, Kalifornien) ist ein US-amerikanischer Ökonom.

## Leben
Caplan schloss 1993 seinen B.A. in Ökonomie an der University of California, Berkeley ab. Seinen Ph.D. absolvierte er 1997 an der Princeton University. Seitdem ist er Professor an der George Mason University. Er und seine Frau Corinna haben zusammen vier Kinder. Er hat bisher drei Sachbücher und einen Non-Fiction-Comic veröffentlicht.
Er arbeitet am Think-Tank Mercatus Center der George Mason University in Fairfax (Virginia) und ist dort auch Professor am Department für Wirtschaftswissenschaften, zudem ist er als freier Mitarbeiter am Cato Institute tätig.

## Arbeit
Caplan beschäftigt sich mit Public Economics, Public Choice (auf Deutsch manchmal genannt: Neue Politische Ökonomie), Verhaltensökonomik, Öffentlicher Meinungsforschung, Haushaltstheorie und weiteren Theorien der Marktwirtschaft. Auf seiner Homepage schreibt er auch zu Themen wie dem Anarchokapitalismus und dem Kommunismus. Er bezeichnet sich als neoklassischer Ökonom und kritisiert die Schriften von Ayn Rand und der Österreichischen Schule der Ökonomie, die er als dogmatisch betrachtet.

### The Myth of the Rational Voter
In seinem 2007 veröffentlichten Buch The Myth of the Rational Voter schreibt Caplan, dass Wähler irrational handeln und systematische Fehler zu ökonomischen Sachverhalten begehen.
Caplan erklärt die „Irrationalität“ der Wähler mit der These der „Rational Irrationality“: Einerseits erscheinen Wählerentscheidungen irrational und gegen die eigenen Interessen. Andererseits wissen Wähler, dass ihre einzelnen Stimmen keinen Einfluss haben. Selbst in swing states sind die Chancen circa 1 zu 10 Millionen dafür, dass die einzelne Wählerstimme einen Unterschied macht. Es hat aber hohe Kosten, eine informierte politische Meinung zu haben: man muss viel Zeit damit verbringen Bücher zu lesen und Experten zuzuhören. Diese, so betrachtet rationale, Rechnung geht nicht auf – weshalb Menschen entweder nicht wählen oder Kandidaten danach wählen wenn sie lieber mögen, d. h. nach Charisma oder Persönlichkeit, und nicht nach Inhalten.
Beispielsweise kann fast kein US-Bürger seine zwei Kongressabgeordneten nennen, geschweige denn deren vergangenen oder jüngste Wahlentscheidungen. Wahlen sind also nicht effektiv darin Politiker zur Rechenschaft für deren Entscheidungen zu ziehen. Wenn eine Repräsentative Demokratie effektive Entscheidungen treffen soll, dann müssen Wähler zumindest ein Grundverständnis haben und wissen was Politiker überhaupt tun und wie sie abgestimmt haben.
Caplan meint, dass die Wähler und Lobbyisten oft dieselben Sachen wollen. Lobbyisten manipulieren nicht die öffentliche Meinung, sondern sie nutzen sie geschickt für ihre Zwecke aus, z. B. um Freihandel zu verhindern. Durch Wähler und Lobbyisten in Kombination ergeben sich laut Caplan in der Demokratie daher suboptimale wirtschaftspolitische Entscheidungen.
Caplan unterscheidet zwischen vier zentralen Tendenzen oder „Biases“, die dazu führen, dass Wähler systematisch die falsche Politik bevorzugen:
- Anti-Market Bias: Wähler verstehen die Vorteile des Marktes nicht (z. B. des Freihandels)[2]
- Anti-Foreign Bias: Wähler berücksichtigen die Interessen von „Fremden“, z. B. „Ausländern“ nicht
- Make-Work Bias: Wähler bevorzugen Arbeitsplätze anstatt Effizienz
- Pessimism-Bias: Wähler schätzen den Stand der Wirtschaft schlechter ein als er tatsächlich ist[3]

Als Lösung verweist Caplan darauf, dass es möglich wäre, Wähler vor ihrer Stimmabgabe zu testen und dass Besitzer von Unternehmen mehr Stimmen erhalten könnten. Caplan schlägt zudem vor, mehr Entscheidungen aus der demokratischen Politik auszulagern und privaten Organisationen zu überlassen.
Caplan sieht trotzdem Demokratie besser als andere Regierungsformen, z. B. Autokratien. Er nimmt auch Politiker in Schutz: wenn sie es so machen würden wie die Wähler es wollen, dann wäre das Ergebnis katastrophal – das würde sie schlecht aussehen lassen. Also lassen Politiker es nur so scheinen, dass sie den Wählerwillen berücksichtigen, finden aber oftmals moderate Kompromisse im Hinterzimmer, die es am Ende nicht so schlimm machen. Dadurch ist das Ergebnis am Ende besser als bei Autokraten, die gar nicht effektiv kontrolliert werden.
Das Buch wurde empfohlen vom bekannten Ökonomen und Bush-Berater Gregory Mankiw. Der Journalist Nicholas D. Kristof bezeichnete es in seiner Kolumne der New York Times als bestes politisches Buch des Jahres bisher, Caplan verletze auf bemerkenswerte Weise die Wähler. Rupert Read (University of East Anglia) verweist in der wissenschaftlichen Zeitschrift European Review darauf, dass das Buch in einer langen Tradition antidemokratischer Schriften entspricht, die sich für die Herrschaft einer kleinen Schicht aussprechen. Viele der Behauptungen im Buch widersprechen jedoch laut Read empirisch belegten Erkenntnissen.

### Weitere Bücher
Nach seinem Buch „The Myth of the Rational Voter“ schrieb er Bücher zu den Themen Geburtenrate und Bildung.
In „The Case Against Education“ von 2018 spricht sich Caplan gegen öffentliche Finanzierung von Universitäten aus. Er baut hier auf der so genannten „Signalling Hypothese“ auf, die Idee dass viele menschliche Handlungen nicht das öffentlich erklärte Ziel haben, sondern nur ein Signal an andere sind. Das erklärte Ziel der Universität ist es zum Beispiel die Studenten für ein Leben als „fähige Bürger“ vorzubereiten, oder ihnen Fähigkeiten beizubringen die auf dem Arbeitsmarkt gefragt sind. Aber beides tun Universitäten, laut Caplan, nicht wirklich. Stattdessen sind sie ein „Zertifikat“, also ein Signal an Arbeitgeber, dass die Person Intelligenz, Ausdauer und Konformität vorweisen kann. Caplan meint, dass dieses Signal zu teuer ist, und öffentliche Finanzierung daher Verschwendung ist. Bildung für Alle zu finanzieren sei somit so als wenn man allen Bürgern einen Diamantring kaufen würde.
Zusammen mit Zach Weinersmith veröffentlichte er 2019 das Comic Open Borders, Caplan spricht sich für offene Grenzen aus. In diesem Buch führt Caplan moralische und ökonomische Gründe gegen Grenzen an. Er zitiert Einschätzungen von Ökonomen, dass offene Grenzen das weltweite BIP verdoppeln könnten – aus dem Grund, dass „Menschen dorthin auswandern können, wo ihre Arbeitskraft mehr Wert ist.“ Als Beispiel: eine ungelernte Arbeiterin in Haiti würde kaum $500 im Jahr verdienen. In den USA könnte sie als Nanny $10.000 im Jahr verdienen. Damit wäre sie unter der Armutsgrenze in den USA, hätte aber ihr Einkommen im Vergleich zu Haiti um 20× erhöht und könnte ein besseres Leben führen. Außerdem sei es moralisch falsch es Menschen zu verweigern dorthin auszuwandern, wo sie Zuflucht vor Verfolgung und besser bezahlte Arbeit finden würden. Auch wenn Caplan prinzipiell kritisch gegenüber Wohlfahrtsstaaten ist, so fügt er an, dass sie trotzdem mit offenen Grenzen vereinbar wären, z. B. wenn Einwanderer erst nach fünf Jahren staatliche Hilfeleistungen bekommen würden.
Caplan sieht offene Grenzen als Maßnahme gegen Armut in Entwicklungsländern und führt den Schengenraum innerhalb der Europäischen Union (EU) als positives Beispiel für offene Grenzen innerhalb eines Territoriums an („Eines der großen politischen Wunder im 20. Jahrhunderts, dass es so gekommen ist.“).

## Schriften
Bücher
- The Myth of the Rational Voter: Why Democracies Choose Bad Policies. Princeton University Press, Princeton 2007, ISBN 0-691-12942-8.
- Selfish Reasons to Have More Kids: Why Being a Great Parent Is Less Work and More Fun Than You Think. Basic Books, April 2011, ISBN 0-465-01867-X.
- The Case against Education: Why the Education System Is a Waste of Time and Money. Princeton University Press, Januar 2018, ISBN 0-691-17465-2.

Comic
- Open Borders. The Science and Ethics of Immigration. First Second, Oktober 2019, ISBN 1-250-31696-0.

Aufsätze
- The Austrian Search for Realistic Foundations. April 1999. Southern Economic Journal 65(4), 823–838.
- Rational Irrationality: A Framework for the Neoclassical-Behavioral Debate. Frühling 2000. Eastern Economic Journal 26(2), 191–211.
- When Is Two Better Than One? How Federalism Amplifies and Mitigates Imperfect Political Competition. April 2001. Journal of Public Economics 80(1), 99–119.
- Rational Ignorance versus Rational Irrationality. 2001. Kyklos 54(1), 3–26. (Leitartikel)
- Has Leviathan Been Bound? A Theory of Imperfectly Constrained Government with Evidence from the States. April 2001. Southern Economic Journal 67(4), 825–847.
- Libertarianism Against Economism: How Economists Misunderstand Voters and Why Libertarians Should Care. Frühling 2001. Independent Review 5(4), 539–563.
- Rational Irrationality and the Microfoundations of Political Failure. June 2001. Public Choice 107 (3/4), 311–331.
- Probability, Common Sense, and Realism: A Reply to Hülsmann and Block. Sommer 2001. Quarterly Journal of Austrian Economics 4(2), 69–86.
- Standing Tiebout on His Head: Tax Capitalization and the Monopoly Power of Local Governments. Juli 2001. Public Choice 108(1/2), 101–122.
- What Makes People Think Like Economists? Evidence on Economic Cognition from the Survey of Americans and Economists on the Economy. Oktober 2001. Journal of Law and Economics 44(2), 395–426.
- How Does War Shock the Economy? 2002. Journal of International Money and Finance 21, 145–162.
- Systematically Biased Beliefs About Economics: Robust Evidence of Judgemental Anomalies from the Survey of Americans and Economists on the Economy. April 2002. Economic Journal 112(479), 433–458.
- Sociotropes, Systematic Bias, and Political Failure: Reflections on the Survey of Americans and Economists on the Economy. June 2002. Social Science Quarterly 83(2), 416–435.
- Stigler-Becker versus Myers-Briggs: Why Preference-Based Explanations Are Scientifically Meaningful and Empirically Important. April 2003. Journal of Economic Behavior and Organization 50(4), 391–405. (Leitartikel)
- The Logic of Collective Belief. Mai 2003. Rationality and Society 15(2), 218-42.
- The Idea Trap: The Political Economy of Growth Divergence. Juni 2003. European Journal of Political Economy 19(2), 183–203.
- Probability and the Synthetic A Priori: A Reply to Block. Herbst 2003. Quarterly Journal of Austrian Economics 6(3), 61-7.
- Networks, Law, and the Paradox of Cooperation. (mit Edward Stringham), Dezember 2003. Review of Austrian Economics 16(4), 309-26.
- Is Socialism Really 'Impossible'? 2004. Critical Review 16(1), 33–52.
- Do We Underestimate the Benefits of Cultural Competition? (mit Tyler Cowen) May 2004. American Economic Review 94(2), 402-7.
- Mises, Bastiat, Public Opinion, and Public Choice: What's Wrong With Democracy (mit Edward Stringham). Januar 2005. Review of Political Economy 17(1), 79–105.
- From Friedman to Wittman: The Transformation of Chicago Political Economy. April 2005. Econ Journal Watch 2(1), 1–21. (Leitartikel)
- Rejoinder to Wittman: True Myths. August 2005. Econ Journal Watch 2(2), 165-85.
- Toward a New Consensus on the Economics of Socialism: Rejoinder to My Critics. 2005. Critical Review 17(1/2), S. 203–20.
- Terrorism: The Relevance of the Rational Choice Model. Juli 2006. Public Choice 128(1/2), 91–107.
- The Economics of Szasz: Preferences, Constraints, and Mental Illness. August 2006. Rationality and Society 18(3), 333-66.
- How Do Voters Form Positive Economic Beliefs? Evidence from the Survey of Americans and Economists on the Economy. September 2006. Public Choice 128(3/4), 367-81.
- Behavioral Economics and Perverse Effects of the Welfare State (mit Scott Beaulier). November 2007. Kyklos 60(4): 485–507.
- Mises' Democracy-Dictatorship Equivalence Theorem. März 2008. Review of Austrian Economics 21(1), 45–59.
- Privatizing the Adjudication of Disputes (mit Edward Stringham). 2008. Theoretical Inquiries in Law 9(2): 503–528.
- Reply to My Critics. 2008. Critical Review 20(3), 377–413.
- Majorities Against Utility: Implications of the Failure of the Miracle of Aggregation. Winter 2009. Social Philosophy and Policy 26(1), 198–211.
- The Literature of Nonviolent Resistance and Civilian-Based Defense. 1994. Humane Studies Review 9(1), 1–7, 10–12.
- Autocratic Ghosts and Chinese Hunger: A Review Essay of Autocratic Tradition and Chinese Politics by Zhengyuan Fu and Hungry Ghosts by Jasper Becker. 2000. Independent Review 4(3), 431-38.
- Have the Experts Been Weighed, Measured, and Found Wanting? (Review Essay on Philip Tetlock's Expert Political Judgment: How Good Is It? How Can We Know?) 2007. Critical Review 19(1), 80–91.
- "Economists Versus the Public on Economic Policy," "Rational Ignorance," and "Rational Irrationality" in Rowley, Charles, and Friedrich Schneider (Hrsg.): 2004. The Encyclopedia of Public Choice. Boston: Kluwer Academic Publishers.
- "Frederic Bastiat," "Competition," "Libertarian," "Fascism," and "Ayn Rand" in Syed Hussain (Hrsg.): 2004. Encyclopedia of Capitalism. NY: Facts on File.
- Ayn Rand and Public Choice: The Obvious Parallels, in Edward Younkins (Hrsg.): 2007. Ayn Rand's "Atlas Shrugged": A Philosophical and Literary Companion. Burlington, Vermont: Ashgate Publishing Company, S. 225–34.
- "Communism" and "Externalities" in David Henderson (Hrsg.): 2008. The Concise Encyclopedia of Economics. Indianapolis, IN, 66-9, 169-72.
- The Totalitarian Threat in Nick Bostrom und Milan Ćirković (Hrsg.): Global Catastrophic Risks. Oxford: Oxford University Press, 504–519.